# Guglielmo di Capua
Guglielmo di Capua, le cardinal de Salerne ou d'Altavilla (né à Capoue, Italie, et mort le 23 juillet 1389 à Rome) est un cardinal italien de la fin du XIVe siècle. Il est un parent du cardinal Ludovico di Capua (1378). 

## Repères biographiques
Guglielmo di Capua est élu archevêque de Salerne en 1378. Le pape Urbain VI le crée cardinal lors du consistoire vers 1383. Il est nommé légat apostolique à Pérouse et retourne à Rome en janvier 1389 avec le pape Urbain VI.